# Secret Seven (phim truyền hình)
Secret Seven (tiếng Thái: เธอคนเหงากับเขาทั้งเจ็ด; RTGS: Thoe Khon Ngao Kap Khao Thang Chet) là một bộ phim truyền hình Thái Lan phát sóng năm 2017 với sự tham gia của Sutatta Udomsilp (Punpun), Vorakorn Sirisorn (Kang), Tawan Vihokratana (Tay), Oabnithi Wiwattanawarang (Oab), Thanat Lowkhunsombat (Lee), Jirakit Thawornwong (Mek), Atthaphan Phunsawat (Gun) và Chonlathorn Kongyingyong (Captain).
Bộ phim được sản xuất bởi GMMTV và được đạo diễn bởi Nuttapong Mongkolsawas và Pawis Sowsrion. Đây là một trong sáu dự án phim truyền hình cho năm 2017 được GMMTV giới thiệu trong sự kiện "6 Natures +" vào ngày 2 tháng 3 năm 2017. Bộ phim được phát sóng vào lúc 22:00 (ICT), thứ Bảy trên One31 và phát lại vào 23:00 (ICT) cùng ngày trên LINE TV, bắt đầu từ ngày 19 tháng 8 năm 2017. Bảy tập đầu tiên được phát sóng cho đến ngày 30 tháng 9 năm 2017 rồi bị hoãn chiếu vì lệnh tạm dừng phát sóng các chương trình giải trí trong tháng 10 để chuẩn bị cho lễ hỏa táng hoàng gia của nhà Vua Thái Lan Bhumibol Adulyadej. Bộ phim tiếp tục phát sóng vào ngày 4 tháng 11 năm 2017 và kết thúc vào ngày 2 tháng 12 năm 2017.

## Nội dung
Câu chuyện kể về Padlom (Sutatta Udomsilp), một cô gái cô đơn và sợ yêu. Một ngày nọ, có người nói với cô rằng có một trong số bảy chàng trai trẻ đang thầm thích cô. Padlom bắt đầu hành trình tìm ra ai trong số bảy chàng trai kia đang thích thầm cô.

## Diễn viên
Dưới đây là dàn diễn viên của bộ phim:

### Diễn viên chính
- Sutatta Udomsilp (Punpun) vai Padlom
- Vorakorn Sirisorn (Kang) vai Pok
- Tawan Vihokratana (Tay) vai Alan
- Oabnithi Wiwattanawarang (Oab) vai Gent
- Thanat Lowkhunsombat (Lee) vai Play
- Jirakit Thawornwong (Mek) vai Id
- Atthaphan Phunsawat (Gun) vai Liftoil
- Chonlathorn Kongyingyong (Captain) vai Neo

### Diễn viên phụ
- Suttatip Wutchaipradit (Ampere) vai Spoil
- Kornkan Sutthikoses (Arm) vai Gun
- Weerayut Chansook (Arm) vai nghệ sĩ guitar của Play
- Sarunthorn Klaiudom (Mean) vai Grace
- Chanunphat Kamolkiriluck (Gigie) vai Grace, bạn gái của Id

### Khách mời
- Manapat Techakumphu (Bonne) vai Jack

## Nhạc phim
| Tên bài hát                  | Thể hiện                           | Ref.  |
| ---------------------------- | ---------------------------------- | ----- |
| คนแบบไหนดี (Kon Baeo Nai Dee) | Niwirin Limkangwalmongkol (Bambam) | [ 7 ] |
| แฝง (Faeng)                  | Joni Anwar                         | [ 8 ] |

## Phát sóng tại nước ngoài
- Philippines – Bộ phim được phát sóng lúc 14:00 (PST), Chủ nhật trên GMA News TV, bắt đầu từ ngày 27 tháng 9 năm 2020. Bộ phim được phát lại vào 10:00 (PST), Chủ nhật trên Heart of Asia Channel, bắt đầu từ ngày 28 tháng 2 năm 2021.[9]